# Partit Pirata de Luxemburg

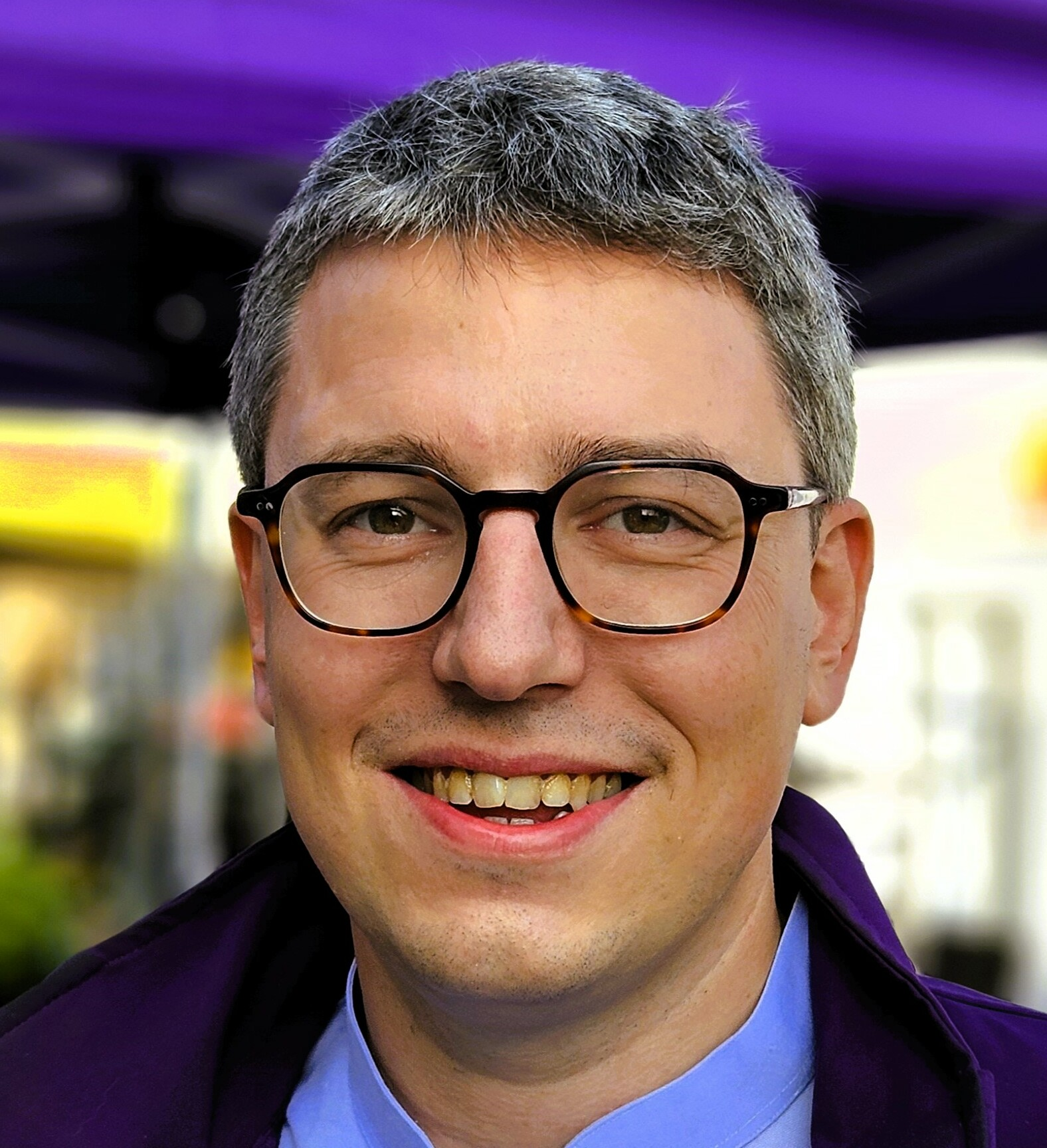
Sven Clement, president

El Partit Pirata de Luxemburg (en luxemburguès: Piratepartei Lëtzebuerg, en alemany: Piratenpartei Luxemburg, en francès: Parti pirate du Luxembourg) és un partit polític registrat de Luxemburg. El partit segueix la doctrina política desenvolupada pel Partit Pirata de Suècia.
Els principals reclams del Partit són la defensa dels "drets dels ciutadans", l'augment de la protecció de dades i de la privacitat de les persones físiques, més transparència governamental i l'accés lliure a la informació i a l'educació. A més, també demana una reforma en profunditat de les lleis de copyright i de patents, així com s'oposa a qualsevol tipologia de censura.
Un dels seus principis fonamentals és la democràcia de base, que atorga a qualsevol membre la possibilitat de contribuir en el futur del partit. Com molts dels partits de Luxemburg, el Partit Pirata és fortament proeuropeu. És membre de la Partits Pirata Internacional, l'organització paraigua del moviment internacional Partit Pirata.

## Història
El Partit Pirata de Luxemburg va ser fundat a la Ciutat de Luxemburg el 4 d'octubre de 2009. Els seus membres van evolucionar dels originals 14 membres-fundadors fins als 331 de l'abril de 2014. Va obtenir representació a la Cambra dels Diputats per primer cop el 2018, amb dos diputats (Sven Clement en el centre i Marc Goergen en el sud).
L'actual President és Sven Clement, qui fou també el principal candidat a les eleccions generals de 2013 i a les europees de 2014. Una altra de les principals figures del partit és Jerry Weyer, antic vicepresident i cofundador del partit, que també forma part de la Partits Pirata Internacional (PPI). El tresorer és Ben Allard.

## Resultats electorals

### Cambra de Diputats
| Any  | Vots    | %         | Escons | +/– | Govern            |
| ---- | ------- | --------- | ------ | --- | ----------------- |
| 2013 | 96,270  | 2.94 (#7) | 0 / 60 | Nou | Extraparlamentari |
| 2018 | 227,549 | 6.45 (#6) | 2 / 60 | 2   | Oposició          |
| 2023 | 253,554 | 6.74 (#6) | 3 / 60 | 1   | Oposició          |

### Parlament Europeu
| Any  | Vots   | %    | Escons | +/- |
| ---- | ------ | ---- | ------ | --- |
| 2014 | 49,553 | 4.23 | 0 / 6  | Nou |
| 2019 | 96,579 | 7.70 | 0 / 6  | =   |
| 2024 | 68,085 | 4.92 | 0 / 6  | =   |